# David Kearney

a Compétitions nationales et continentales officielles uniquement.

b Matchs officiels uniquement.
Dernière mise à jour le 5 juillet 2023.
David Kearney, né le 19 juillet 1989 dans le Comté de Louth, est un joueur international irlandais de rugby à XV évoluant au poste d'ailier et d'arrière. Il joue avec le Leinster à compter de 2008 jusqu'en 2023. 
Il est le frère cadet de Rob Kearney.

## Biographie
En novembre 2013, David Kearney a inscrit deux essais pour sa première cape internationale contre les Samoa.
En mai 2023, il annonce mettre un terme à sa carrière de rugbyman professionnel mais rejoint Chicago et la ligue professionnelle US.

## Palmarès et statistiques

### En équipe nationale
David Kearney compte 19 sélections avec l'Irlande, dont 15 en tant que titulaire, depuis sa première sélection le 9 novembre 2013 face à l'équipe des Samoa. Il inscrit vingt-cinq points, cinq essais.
Il participe à deux éditions du Tournoi des Six Nations en 2014 et 2016.
Il participe à une édition de la Coupe du monde, en 2015 où il joue quatre rencontres, face au Canada, l'Italie, la France et l' Argentine.

### En club
- Vainqueur du Pro12/Pro14 en 2013, 2014, 2018, 2019, 2020 et 2021.
- Vainqueur de la Coupe d'Europe en 2012.
- Vainqueur du Challenge européen en 2013.

### En sélection nationale
- Vainqueur du Tournoi des Six Nations en 2014.